# Tom Stromberg
Tom Stromberg (* 30. April 1960 in Wilhelmshaven) ist ein deutscher Theaterproduzent, Regisseur und Intendant.

## Leben und Wirken
Tom Stromberg ist Sohn des Theaterintendanten Rudolf Stromberg und der Tänzerin Gisela Stromberg. Er studierte Germanistik und Theaterwissenschaft in Köln und arbeitete nebenher als freier Mitarbeiter beim WDR in der Redaktion Hörspiel. Er begann 1984 als Regieassistent und Dramaturg am Staatstheater Darmstadt und wechselte zwei Jahre später als Dramaturg an das Frankfurter Theater am Turm, wo er zum Chefdramaturgen, Mitglied der Künstlerischen Leitung und dann zum Intendanten avancierte. In Frankfurt übernahm Stromberg auch gemeinsam mit Rainer Mennicken 1990 die Leitung des Festivals Experimenta 6 zum Thema „Heiner Müller“. Von 1996 bis 1998 war er künstlerischer Berater des Choreografen William Forsythe.
Ab 1996 arbeitete Stromberg als künstlerischer Leiter des Kultur- und Ereignisprogramms der Expo 2000 Hannover GmbH und war in diesem Rahmen auch Vorsitzender des Beirats des Theaterfestivals Theaterformen und Co-Direktor des Festivals Tanztheater International. Im Expo-Jahr 2000 fungierte er darüber hinaus als Produzent der Aufführung des ungekürzten Faust I und Faust II unter der Regie von Peter Stein, das bei der Expo 2000 Premiere feierte.
Er zeichnete 1997 als Kurator verantwortlich für das Theaterprogramm Theaterskizzen der Documenta X.
Von 2000 bis 2005 war Stromberg Intendant des Deutschen Schauspielhauses in Hamburg, das 2005 zum „Theater des Jahres“ ernannt wurde. Unter seiner Intendanz arbeiteten am Haus Regisseure wie Jan Bosse, Laurent Chétouane, Jürgen Gosch und Stefan Pucher, Schauspieler wie Fabian Hinrichs, Wolfram Koch, Bjarne Mädel, Joachim Meyerhoff, Caroline Peters, Christiane von Poelnitz, Wiebke Puls, Alexander Scheer, Edgar Selge, Autoren wie René Pollesch, Ingrid Lausund und Roland Schimmelpfennig.
Nach Ende dieser Intendanz fungierte er als Gesellschafter – zusammen mit Peter Zadek und Antje Landshoff-Ellermann – und Geschäftsführer der Theaterproduktionsgesellschaft wasihrwollt PRODUCTIONS GmbH, in deren Rahmen auch die w.i.w. AKADEMIE Brandenburg für den begabten Theaternachwuchs gegründet wurde.
Gemeinsam mit Matthias von Hartz leitete Stromberg die Impulse, das Festival der deutschsprachigen Off-Theater aus Deutschland, Österreich und der Schweiz in Köln, Bochum, Düsseldorf und Mülheim an der Ruhr (2007 bis 2011).
Seit 2005 vertritt Stromberg als Agent und Berater mit seinem Berliner Büro verschiedene Theaterkünstler. Dazu gehören Regisseure wie Anna Bergmann, Leonie Böhm, Robert Borgmann, Jan Bosse, Elsa-Sophie Jach, Pınar Karabulut, Stefan Pucher, Antú Romero Nunes, Roland Schimmelpfennig und Jette Steckel, der Bühnenbildner Stéphane Laimé und die Kostümbildnerin Victoria Behr sowie Studio Braun: Jacques Palminger, Rocko Schamoni und Heinz Strunk.
Stromberg inszeniert Abende mit Musikern und Schauspielern. Als Hausregisseur des „Internationalen Sommerfestivals“ auf Kampnagel in Hamburg inszeniert er seit 2013 Abende mit dem Musiker Jan Plewka.
- Jan Plewka singt Rio Reiser, Musiker und Darsteller Jan Plewka und die Schwarz-Rote Heilsarmee, Deutsches Schauspielhaus Hamburg 2004
- Mann trifft Frau von Roland Schimmelpfennig, Deutsches Schauspielhaus Hamburg 2004
- Will it be a likeness?  von und mit John Berger, Regie Tom Stromberg und Juan Muñoz, Madrid 2005
- Haare, Joint und Wassermann, Musical mit Alexander Scheer, Wolfram Koch, Rocko Schamoni, Wiebke Puls, Schorsch Kamerun, Regie und Bühne Tom Stromberg, Deutsches Schauspielhaus Hamburg 2005
- Leben und Leben nachlassen, Inszenierung mit den Studierenden der w.i.w. AKADEMIE Brandenburg, Maxim Gorki Theater Berlin 2006
- Selbstauslöser, Inszenierung mit den Studierenden der w.i.w. AKADEMIE Brandenburg, Ballhaus Ost Berlin 2006
- Treibgut, Inszenierung mit den Studierenden der w.i.w. AKADEMIE Brandenburg, Maxim Gorki Theater Berlin 2007
- Will it be a likeness? von John Berger,  Darsteller Alan Bangs, K 21 der Kunstsammlung Nordrhein-Westfalen, Düsseldorf 2007
- My darkest star – a trip along Depeche Mode, mit Felix Knopp, Thalia Theater Hamburg 2007
- Fettschweif, Inszenierung mit den Studierenden der w.i.w. AKADEMIE Brandenburg, Maxim Gorki Theater Berlin 2009
- Das weiße Album. Ein Konzert mit der Musik der Beatles, Regie Wiebke Puls/Tom Stromberg, Theater Augsburg 2012
- Autostück. Belgrader Hund, von Anne Habermehl, Regie Stefan Pucher/Tom Stromberg, Schauspiel Stuttgart 2013
- Sound of Silence – Jan Plewka singt Simon & Garfunkel,  Jan Plewka und die Schwarz-Rote Heilsarmee. Internationales Sommerfestival Kampnagel, Hamburg 2013.
- Rausch – Drei Konzerte, Jan Plewka, Leo Schmidthals, Tom Stromberg. Internationales Sommerfestival Kampnagel, Hamburg 2014
- Rausch – La Versione Italiana, mit Jan Plewka und Leo Schmidthals, Regie Tom Stromberg, Internationales Sommerfestival Kampnagel, Hamburg 2015
- The Death is not the end – Ein (musikalischer) Abend über Theatertode, mit Leo Schmidthals und Studierenden der Akademie für darstellende Kunst Baden-Württemberg, Leitung Gabriella Bußacker/Tom Stromberg, Internationales Sommerfestival Kampnagel, Hamburg 2015
- Die Macht der Musik, ein musikalischer Abend mit Jan Plewka und der Schwarz-Roten Heilsarmee, Idee und Inszenierung Tom Stromberg, Internationales Sommerfestival Kampnagel, Hamburg 2016
- Ich seh` Monster. Von und mit Nikko Weidemann. Einrichtung Tom Stromberg, Uraufführung Ruhrfestspiele 2019
- Jan Plewka singt Ton Steine Scherben & Rio Reiser (2): Wann, wenn nicht jetzt. Einrichtung und Wirkungsmechanik Tom Stromberg, Kampnagel Hamburg 2019

## Lehrtätigkeiten
Neben seinen Tätigkeiten als Intendant, Regisseur und Produzent nahm Stromberg immer wieder Lehraufträge wahr. Er lehrte u. a. in Gießen und Berlin, in Hamburg am Institut für Kultur- und Medienmanagement und beim Weiterbildungsangebot „Theater- und Musikmanagement“ der Ludwig-Maximilians-Universität in München. An der Theaterakademie Ludwigsburg leitete er über drei Jahre (2014–2016) ein Projekt mit Studierenden von Schauspiel, Dramaturgie und Regie. 2014 und 2015 unterrichtete Stromberg Regie am Thomas Bernhard Institut vom Mozarteum Salzburg. Er lehrte an der Theaterakademie Hamburg, Abteilung Regie (2015), und seit 2017 ist er als Dozent an der Hochschule für Schauspielkunst Ernst Busch in Berlin tätig.

## Auszeichnungen
Stromberg erhielt 1997 für seine Regie bei dem Hörspiel Will it be a likeness von und mit John Berger den Preis Hörspiel des Jahres.
Das Deutsche Schauspielhaus wurde in der Spielzeit 2004/05 unter Strombergs Leitung zum Theater des Jahres gekürt, er selbst wurde 2005 zum „Hamburger des Jahres“ gewählt.

## Mitgliedschaften
Stromberg war von 1995 bis 2004 Beiratsmitglied für Theater und Tanz des Goethe-Instituts.
Er war als Jurymitglied tätig u. a. beim Friedrich-Schütter-Preis in Hamburg und bei den Impulsen 2002 und 2003.
Daneben war er Mitglied im Kunsthochschulbeirat des Landes Nordrhein-Westfalen und gehörte dem Kuratorium der Allianz Kulturstiftung an.
Stromberg ist Mitglied der Deutschen Akademie der Darstellenden Künste.